# Bauarbeitsrecht
Das Bauarbeitsrecht ist ein Rechtsgebiet des Arbeitsrechts und umfasst die für das Arbeitsverhältnis zwischen Arbeitgeber und Arbeitnehmer im Baugewerbe geltenden speziellen arbeitsrechtlichen Bestimmungen. Diese ergeben sich teils aus dem Gesetz, teils aus tarifvertraglichen Regelungen. Außerdem gibt es auf dem Gebiet des Bauarbeitsrechts eine umfangreiche Judikatur.
Der Fachbegriff wurde von Klaus Englert und Josef Langenecker entwickelt. Erstmals wurde dieses Fachgebiet 2003 an der Hochschule Deggendorf an der Fakultät für Bauingenieure gelehrt. 

## Wesentliche Gebiete des Bauarbeitsrechts
Von Bedeutung sind insbesondere das sektorale Verbot der Arbeitnehmerüberlassung, der Bau-Mindestlohn, Schlechtwetter- und Kurzarbeitsregelungen, die Bau-Tarifverträge und die darin geregelten Sozialkassen der Bauwirtschaft sowie die gerade bei gefährlichen oder unter ungünstigen Witterungsbedingungen auszuführenden Bauarbeiten bestehenden besonderen Fürsorgepflichten der Arbeitgeber nach dem Arbeitsschutzgesetz oder der Baustellenverordnung.
Das vor allem von den Tarifpartnern gestaltete Bauarbeitsrecht versucht, den Besonderheiten der Branche gerecht zu werden wie insbesondere der Witterungsabhängigkeit, dem Fehlen stationärer Produktionsstätten und der hohen Fluktuation. Die Sachverhalte, die im Bauarbeitsrecht geregelt werden, haben oftmals Bezüge zum Sozialrecht (Saison-Kurarbeitergld, Winterbeschäftigungs-Umlage), zum Arbeitssicherheitsrecht und zum Gesundheitsschutz sowie zum Ordnungswidrigkeits- und Nebenstrafrecht.